# Coccoloba jimenezii
Coccoloba jimenezii är en slideväxtart som beskrevs av A.H. Liogier. Coccoloba jimenezii ingår i släktet Coccoloba och familjen slideväxter. Inga underarter finns listade i Catalogue of Life.